# گهواره نیوتن

گهواره نیوتن در حرکت.

گهواره نیوتن (به انگلیسی: Newton's cradle) دستگاهی است که از رشته‌ای از گویچه‌های تاب‌خورنده درست شده و پایستگی تکانه و پایستگی انرژی را به نمایش می‌گذارد و در سال ۱۶۸۰ میلادی توسط آیزاک نیوتن ساخته شده است. هنگامی که یکی از گوی‌ها در یک سر گهواره رها شود، نیروی پدیدآمده از خطِ تماس گویچه‌ها می‌گذرد و گویِ سر دیگر را از جا بلند می‌کند و این روند ادامه می‌یابد. این اتفاق می‌تواند با تعداد گوی‌های بیشتر هم رخ بدهد؛ برای مثال اگر ۲ گوی همزمان رها شوند، از سوی دیگر نیز ۲ گوی از جا بلند می‌شود یا اگر در یک گهواره ۶ گوی داشته باشیم و ۳ گوی را رها کنیم، ۳ گوی مقابل هم از جا بلند می‌شود و در حرکت گهواره همهٔ گوی‌ها شرکت خواهند داشت. گهوارهٔ نیوتن را آونگ نیوتن و گوی‌های نیوتن هم نامیده‌اند.